# Sten Turesson (Bielke) död 1431
Sten Turesson (Bielke), född omkring 1380, död 1431, var ett svenskt riksråd och hövitsman. Fosterfar till Karl Knutsson (Bonde)

## Biografi
Sten Turesson (Bielke) var son till Ture Bengtsson (Bielke) och Margareta Arvidsdotter (Sparre av Vik). Han arbetade som väpnare på Ekholmens slott 1414 och blev senast 1422 riksråd. Sten Turesson blev 2 februari 1426 hövitsman på Piksborg. Han avled 1431 och begravdes 8 september samma år i Vadstena.

### Egendom
Sten Turesson ägde Örby i Vendels socken, Viks slott i Balingsta socken, Ekholmens slott i Veckholms socken och Fågelvik i Tryserums socken.

### Familj
Sten Turesson gifte sig första gången 1414 med Margareta Karlsdotter (Sparre av Tofta) (död 1428), dotter till lagmannen Karl Ulfsson (Sparre av Tofta) och Helena Israelsdotter (Finstaätten). Margareta Karlsdotter var änka efter hövitsmannen Knut Bonde på Åbo slott. Sten Turesson och Margareta Karlsdotter fick tillsammans barnen hövitsmannen Ture Stensson (Bielke), lagmannen Knut Stensson (Bielke) i Uppland, Margareta Stensdotter som var gift med hövitsmannen Nils Stensson (Natt och Dag) på Stegeborgs slott och Birgitta Stensdotter (Bielke) som var gift med hövitsmannen Gustaf Anundsson Sture på Kalmar slott, lagmannen Gustav Karlsson (Gumsehuvud) i Upplands lagsaga och Katarina Stensdotter som var gift med riksrådet Kalus Nilsson (Sparre av Ellinge).
Sten Turesson gifte sig andra gången 1429 med Agneta Eriksdotter (Krummedige) (död 1452/1453), dotter till rikshovmästaren Erik Krummedige och Beata von Thienen. De fick tillsammans två söner och en dotter. Efter Sten Turessons död gifte Agneta Eriksdotter om sig med Axel Nilsson till Barsebek.